# Othmar Heggelbacher
Othmar Heggelbacher (* 19. November 1912 in Leimbach; † 18. September 1997 in Bamberg) war ein deutscher Kirchenrechtler.

## Leben
Der Sohn von Maria Jäger und August Heggelbacher besuchte von 1926 bis 1933 das Gymnasium in Konstanz. Er studierte von 1933 bis 1937 Philosophie und Theologie in Freiburg im Breisgau und Tübingen. 1937 bis 1938 absolvierte er das Praxisjahr im Priesterseminar St. Peter auf dem Schwarzwald. Er erwarb 1937 den Concursus pro seminario, 1945 den Dr. theol. in Freiburg im Breisgau, 1951 die Habilitation für das Fach Kirchenrecht an der Albert-Ludwigs-Universität Freiburg und 1965 den Dr. iur. utr. an der Université de Fribourg. Er war von 1945 bis 1948 Kooperator am Freiburger Münster. Nach der Priesterweihe am 27. März 1938 in Freiburg im Breisgau wurde er 1959 Professor für Kirchenrecht an der PTH Bamberg. Von 1972 bis 1973 war er Rektor der Gesamthochschule Bamberg. In diese Zeit fällt die Zusammenlegung der PTH Bamberg mit der PH Bamberg zu einer Gesamthochschule, die er zusammen mit Elisabeth Roth in einem Doppelrektorat führt. 1979 erhielt er das Bundesverdienstkreuz am Bande. Seit 1977 war er Mitglied des Lazarus-Ordens.

## Schriften
- Vater unser! Die Botschaft Christi in ihrer kürzesten Fassung. Burgmaier, Amorbach 1937, DNB 580127400.
- Maximus von Turin und sein Bibeltext. 1945, DNB 570305454.
- Die christliche Taufe als Rechtsakt nach dem Zeugnis der frühen Christenheit. Universitätsverlag, Freiburg im Üechtland 1953, DNB 480845506  (online, PDF; 10,6 MB).
- Vom römischen zum christlichen Recht. Juristische Elemente in den Schriften des sogenannten Ambrosiaster. Universitätsverlag, Freiburg im Üechtland 1959, DNB 451897439.
- Das Gesetz im Dienste des Evangeliums. Über Bischof Maximus von Turin. Rektoratsrede gehalten anläßlich des 313. Stiftungsfestes der Philosophisch-Theologischen Hochschule Bamberg November 1960. 2. Auflage. Philosophisch-Theologische Hochschule, Bamberg 1966, DNB 573706921.
- Kirchenrecht und Fragen der Psychiatrie. Herder, Wien 1967, DNB 456935932.
- Kirchenrecht und Psychiatrie. Universitätsverlag, Freiburg im Üechtland 1975, ISBN 3-7278-0137-9.
- Leben im Rückblick. Führung und Zuversicht. Autobiografie. Bamberg 1989, OCLC 630917127.